# Peter Boon
Peter Boon (* 7. November 1984 in Kant, Kirgisische SSR) ist ein deutscher Eishockeytrainer, der als Eishockeyprofispieler auf der Position des Stürmers spielte. Er siedelte mit seiner Familie im Alter von acht Jahren nach Deutschland über. Mit zehn Jahren erlernte er das Eishockeyspiel beim EHC Freiburg.

## Karriere
Peter Boon spielte für den EHC Freiburg sowohl im Juniorenteam und der 1b-Mannschaft als auch für die Profi-Mannschaft, mit der er in der Saison 2002/03 Meister der 2. Bundesliga wurde und in die DEL aufstieg. Für den in Wölfe Freiburg umbenannten Club, der nach nur einer Saison wieder absteigen musste, erzielte Boon in 39 Spielen zwei Tore und zwei Vorlagen bei 43 Strafminuten. Danach wechselte der Angreifer zum Ligakonkurrenten REV Bremerhaven, für die er drei Jahre spielte und durch deren Kooperation mit den Hannover Scorpions er über eine Förderlizenz auch zu einigen Einsätzen in der DEL kam.
Zu Beginn der Saison 2007/08 wechselte er zusammen mit seinem Stürmer-Kollegen aus Bremerhaven, Jason Pinizzotto, zu den DEG Metro Stars. Die erste Saison in Diensten der Düsseldorfer verlief erfolgreich für Boon. Er erzielte fünf Tore und zwei Assists bei seinen 54 Hauptrunden-Einsätzen und hatte mit seinem Play-off-Treffer in der Viertelfinalserie gegen Nürnberg Anteil daran, dass die äußerst durchwachsene Spielzeit der DEG Metro Stars doch noch mit der Halbfinalteilnahme endete. Nach dem Gewinn der Vizemeisterschaft mit den Düsseldorfern 2009 wechselte Boon zur Saison 2009/10 zu den Towerstars Ravensburg in die 2. Bundesliga. Nach Ablauf der Spielzeit verlängerte er seinen Vertrag in Ravensburg um ein weiteres Jahr. In der Saison 2011/2012 stand Boon für die Schwenninger Wild Wings, wieder mit Jason Pinizzotto, auf dem Eis. Nach zwei Jahren wechselte er zur Saison 2013/14 zum sächsischen Eishockeyteam Lausitzer Füchse aus Weißwasser, mit denen er in der DEL2 spielte.
Im Juli 2014 gab der REV Bremerhaven bekannt, dass Boon als hauptamtlicher Trainer für die Nachwuchsmannschaften der Fischtown Pinguins verpflichtet werden konnte.

## Erfolge und Auszeichnungen
- 2011 2. Eishockey-Bundesliga-Meister mit den Ravensburg Towerstars

## Karrierestatistik
| 2001/02              | EHC Freiburg         | 2. BL                | 2   | 0  | 0  | 0   | 0   | 5  | 0  | 0  | 0  | 0  |
| 2002/03              | EHC Freiburg         | 2. BL                | 42  | 3  | 2  | 5   | 10  | 12 | 0  | 0  | 0  | 2  |
| 2003/04              | Wölfe Freiburg       | DEL                  | 39  | 2  | 2  | 4   | 43  | –  | –  | –  | –  | –  |
| 2004/05              | REV Bremerhaven      | 2. BL                | 51  | 12 | 11 | 23  | 48  | 11 | 2  | 1  | 3  | 10 |
| 2004/05              | Hannover Scorpions   | DEL                  | 2   | 0  | 0  | 0   | 0   | –  | –  | –  | –  | –  |
| 2005/06              | Hannover Scorpions   | DEL                  | 9   | 0  | 1  | 1   | 2   | –  | –  | –  | –  | –  |
| 2005/06              | REV Bremerhaven      | 2. BL                | 45  | 5  | 10 | 15  | 0   | 11 | 3  | 3  | 6  | 4  |
| 2006/07              | REV Bremerhaven      | 2. BL                | 46  | 20 | 19 | 39  | 0   | 4  | 2  | 1  | 3  | 4  |
| 2006/07              | Hannover Scorpions   | DEL                  | 5   | 0  | 0  | 0   | 2   | 2  | 0  | 0  | 0  | 0  |
| 2007/08              | DEG Metro Stars      | DEL                  | 54  | 5  | 2  | 7   | 28  | 13 | 1  | 0  | 1  | 0  |
| 2007/08              | Moskitos Essen       | 2. BL                | 2   | 0  | 0  | 0   | 2   | –  | –  | –  | –  | –  |
| 2008/09              | DEG Metro Stars      | DEL                  | 50  | 2  | 1  | 3   | 6   | –  | –  | –  | –  | –  |
| 2009/10              | EV Ravensburg        | 2. BL                | 43  | 17 | 23 | 40  | 40  | 11 | 3  | 3  | 6  | 6  |
| 2010/11              | EV Ravensburg        | 2. BL                | 47  | 21 | 24 | 45  | 28  | 12 | 4  | 8  | 12 | 4  |
| 2. Bundesliga gesamt | 2. Bundesliga gesamt | 2. Bundesliga gesamt | 178 | 78 | 89 | 167 | 128 | 66 | 14 | 16 | 30 | 30 |
| DEL gesamt           | DEL gesamt           | DEL gesamt           | 159 | 9  | 6  | 15  | 81  | 15 | 1  | 9  | 1  | 0  |

(Legende zur Spielerstatistik: Sp oder GP = absolvierte Spiele; T oder G = erzielte Tore; V oder A = erzielte Assists; Pkt oder Pts = erzielte Scorerpunkte; SM oder PIM = erhaltene Strafminuten; +/− = Plus/Minus-Bilanz; PP = erzielte Überzahltore; SH = erzielte Unterzahltore; GW = erzielte Siegtore; 1 Play-downs/Relegation; Kursiv: Statistik nicht vollständig)